# 山口冨士夫
山口 冨士夫（やまぐち ふじお、1949年8月10日 - 2013年8月14日）は、日本のロックミュージシャン。

## 来歴
- 1949年、日本人の母と、イギリス人の父の間に生まれる。しかし家庭の事情から幼少時は孤児院で育った。
- 1965年、先輩の瀬川洋、幼馴染みの吉田博らと「ザ・モンスターズ」を結成。
- 1967年、「ザ・ダイナマイツ」に改名し、ギタリストとしてデビュー。リードボーカルを務めたデビュー曲『トンネル天国』はスマッシュヒット。グループ・サウンズ・ブームの中で人気を博すも、1969年大晦日のステージで解散した。
- 1970年代初頭、京都に移住し、盟友・チャー坊（柴田和志）と共に伝説のバンド村八分を結成。日本のロックバンドのパイオニアとして独自なスタイルを築く。 過激な歌詞、客に媚びないステージは後のパンク・ロックにも通じた。
- 1973年5月、京都大学西部講堂にて伝説のラストライブを行い、このライブを収録した活動中唯一の正式音源『ライヴ』をリリース。バンドは同年8月に解散したが、このアルバムにより彼らの噂は全国的なものへ広がって行った。
- 1974年、初のソロアルバム『ひまつぶし』をリリース。発売から10日後、名古屋市公会堂で行われたお披露目ライブは3曲のみ演奏し唐突にステージを去って客は唖然となった。
- 1975年、ルイズルイス加部らと「リゾート」を結成。
- 1979年、「村八分」を再結成。京都大学西部講堂で再結成ライブを行うも、再び自然消滅。
- 1980年、「裸のラリーズ」に参加するも、翌1981年には脱退するなど、断続的な活動が続いた。（在籍時のライブ音源が2024年にアルバム『屋根裏 YaneUra Oct.’80』としてリリースされた。）
- 1983年、『ひまつぶし』以来の作品となる20cmEP『RIDE ON!』をリリース。
- 1980年代中頃からは、「山口冨士夫グループ」→「タンブリングス」としてライブ活動を行う。
- 1986年、シーナ&ザ・ロケッツのアルバム『ギャザード』にギタリストとして全面的に参加。それに伴うツアーにも同行。また同年にアコースティック・アルバム『PRIVATE CASSETE』をカセット・テープのみでリリース。
- 1987年、タンブリングス時代のライブを収録したアルバム『Like a rolling stone』をリリースした後、元村八分の青木真一、フールズの中島一徳、佐瀬浩平と「ティアドロップス」を結成。シングル『いきなりサンシャイン』でデビュー。
- 1988年、1st.アルバム『TEARDROPS』をリリース。また、忌野清志郎との交流からRCサクセションのアルバム『COVERS』のレコーディングに参加。またこの頃、どんととの交流からボ・ガンボスのライブに頻繁にゲスト参加した。
- 1989年 、2nd.アルバム『らくガキ』で東芝EMIよりメジャー・デビュー。また、忌野清志郎との共演シングル『谷間のうた』をリリース。FM東京、FM仙台などで放送禁止となり、忌野率いるザ・タイマーズが「ヒットスタジオR&N」出演中に罵倒する一因となった。
- 1989年11月19日、金曜イレブン（デニス・ホッパー特集）に出演。『谷間のうた』の途中で「FMン、じゃなくて仙台のジジイ、いつになったら返事くれるんだよ。いい加減に返事くれ!」と煽っていた。MCの吉田照美もタイマーズの件を揶揄していた。
- 1990年、サンフランシスコでレコーディングした3rd.アルバム『MIXIN’LOVE』をリリース。また、自らの半生を語った自叙伝『So What 山口冨士夫』を刊行。（しばらくの間、入手困難の希少本としてプレミアがつくが2008年に改訂新装版で復刻。）
- 1991年、4th.アルバム『LOOK AROUND』をリリースした後、「ティアドロップス」は活動停止。
- 1992年、ソロアルバム『ATMOSPHERE-I』『ATMOSPHERE-II』を2枚を3/25、5/13連続リリース。
- 1994年、「村八分」時代の盟友、ボーカルの「チャー坊」こと柴田和志がドラッグのオーバードースにより死去。
- 2000年以降、ソロやスリーピース編成などでライブハウスを中心に活動。
- 2005年に刊行された村八分時代の回顧録『村八分』はバンドのこと、村八分でのお金の問題、自らのドラッグ遍歴まで赤裸々に語り話題になった。
- 2007年に体調を崩して一切の活動を停止していたが、2008年11月、古巣のライブハウス原宿クロコダイルでライブ活動を再開。
- 数年はリハビリも兼ねた断続的なライブ活動であったが、その後、新たなバンドスタイルで若者のロックイベントなどにも参加し貫禄のステージをみせていた。
- 2013年7月14日、東京都福生市の福生駅前のタクシー乗り場で、アメリカ人の男が別の男性を一方的に殴る現場に遭遇し、止めに入ったところ突き飛ばされて後頭部を打った[1]。それにより急性硬膜下血腫を起こし、都内の病院に入院していたが、8月14日21時半に脳挫傷のため死去[2][3][4]。64歳没。8月15日、元ザ・ダイナマイツの吉田博によって死去が報告された[5]。なお、アメリカ人の男は7月20日に傷害罪で逮捕され、8月9日に起訴された[6]。
- 2014年8月、晩年のライブ等を記録したドキュメンタリー映画「山口冨士夫／皆殺しのバラード」（川口潤監督）が公開された。
- 大分県国東市国見町竹田津  大光寺と言うお寺に富士夫さんの友人が作ったお墓がある。 ギブソンの形をしたお墓。

## エピソード
- ダイナマイツ時代、まだ当時日本で珍しかったチョーキング奏法を逸早く取り入れ、他のプロミュージシャン達にも影響を与えた。
- 「トンネル天国」は元々リードボーカル瀬川の歌った「恋はもうたくさん」のB面の予定だったがディレクターがその場にいたファンの女の子に聞くと「トンネル天国」のほうがいいというそれだけでA面に逆転した。
- 村八分時代、眉を剃り中性的なメイクは、当時隆盛を極めていたグラムロックのそれを彷彿とさせたが、きっかけは山口の「ロックコンサートを総合的に見れば見世物と同じ」というノリからであった。
- 自分に黒人の血が入っていることがあまり好きではなかったが、ローリングストーンズなどが元々は黒人音楽であるブルーズがスタート地点があることを知ってから、自らの血を好むようになった。しかし、外国にはない日本のロックを目指した音楽的なスタンスも特徴的である。

## ディスコグラフィー
※ザ・ダイナマイツ、村八分は各項目を参照

### 山口冨士夫
アルバム
- 「ひまつぶし」LP/CD（1974） ※再発CDには、1974年4月20日名古屋市公会堂でのライブを3曲などをボーナストラックとして収録。
- 「PRIVATE CASSETE」カセット/CD（1986） ※山口冨士夫&チコヒゲによるアコースティック作品、カセットテープでのみでリリースされ、後にCD化、2014年の再発CDには未発表アコースティックホームデモを追加収録
- 「Like a rolling stone」LP/CD（1987） ※タンブリングスからTEARDROPS結成に到る間のライブを収録
- 「ATMOSPHERE 1」CD（1992） ※2010年に「1992 Atmosphere 1 # 2」として2枚組CDで再発
- 「ATMOSPHERE 2」CD（1992） ※2010年に「1992 Atmosphere 1 # 2」として2枚組CDで再発
- 「ATMOSPHERE LIVE」CD（1999） ※1992年のライブを収録
- 「Over there」CD（2008） ※未発表テイク集
- 「みどりの中へ」CD（2008） ※未発表テイク集
- 「Fujio＆CicoHige＆Rei」CD（2011） ※「Fujio＆CicoHige＆Rei」名義、2005年 芝公園スタジオライブを収録
- 「GOOD TIMES」CDR/2CD（2012） ※2011年のライブ＆スタジオテイク集、2021年に未発表ライブ音源（2007年7月29日、仙台ヘヴン）を追加した2枚組DELUXE EDITIONとして再発
- 「Jump So High 1983-1986」2CD（2016） ※83年から86年までのタンブリングス期のライブを2枚組で収録
- 「Tumbling Down - Vintage Vault Vol.4」CD（2017）  ※1984年5月11日 渋谷屋根裏、「タンブリングダウン」名義のスリーピースでのライブを収録
- 「LIVE AT SUM」2CD（2018）  ※1999年 大阪SUMでのライブを2枚組で収録
- 「GROOVY NIGHT IN KYOTO 2002」2CD+DVD（2020）  ※2002年7月12日 京都HATI HATIでのライブを収録
- 「ABSOLUTELY LIVE」CD+DVD（2020） ※「Fujio＆CicoHige＆Rei」名義、2005年6月 高松ビートルズのライブを収録したCD、2005年9月 原宿クロコダイルでのライブを収録したDVDの2枚組
- 「山口冨士夫 渋谷屋根裏 1983」2CD（2023）  ※1983年4月26日 渋谷屋根裏、10月9日 千葉ダンシングマザース、12月30日 原宿クロコダイルでの山口冨士夫グループのライブを2枚組で収録
- 「REAL LIVE 1983」CD（2024）  ※妹尾隆一郎をゲストに迎えたセッションをはじめ、1983年の未発表音源を収録

シングル
- 「RIDE ON！」20cmEP/CD（1983） ※2014年に未発表ライブ音源4曲を追加収録したDELUXE EDITIONとして再発

DVD
- 「TUMBLINGS LIVE」DVD（2008） ※タンブリングス時代、1983～1984年のライブを収録
- 「Fujio Yamaguchi at CROCODILE 2008/11/08 LIVE」DVD（2009） ※原宿クロコダイルで行われた復活ライブを収録
- 「FUJIO AND HIGE LIVE 1989」DVD（2018） ※「山口冨士夫&チコヒゲ」名義、「プライベートカセット」発表後の1989年のライブを収録
- 「山口冨士夫／皆殺しのバラード」DVD（2021） ※晩年のライブ記録をまとめ上げた、川口潤監督・2014年公開のドキュメンタリー映画のDVD化

### TEARDROPS
アルバム
- 「TEARDROPS」LP/CD（1988） ※再発CDにはEP「いきなりサンシャシン」「気をつけろ」の5曲を追加収録、さらに2003年の再発CD「TEARDROPS～deluxe edition」は1988年のライブと未発表テイクを追加した2枚組
- 「らくガキ」LP/CD（1989）
- 「MIXIN’LOVE」CD (1990)
- 「LOOK AROUND」CD（1991）
- 「TEARDROPS LIVE」CD（1999） ※1991年のライブを収録
- 「SUNNY DAYS<ULTIMATE EMI YEARS>」CD（2014） ※東芝EMI在籍時にリリースした3枚のアルバム・シングルからのベスト盤
- 「FUNNY DAYS<UNRELEASED AND RARITIES>」CD（2014） ※未発表＆レア音源集
- 「TEARDROPS LIVE 1989 'KYOTO MUSE' - Vintage Vault Vol.1」CD（2014） ※1989年5月24日、京都ミューズホールでのライブを完全収録
- 「TEARDROPS LIVE 1990 'BAUS THEATER' - Vintage Vault Vol.2」CD+DVD（2016） ※1990年10月、吉祥寺バウスシアターでのライブを完全収録
- 「‘MIXIN' LOVE TOUR’ FIRST LEG - Vintage Vault Vol.3」2CD（2016） ※1990年6月、吉祥寺バウスシアターでのライブを完全収録した2枚組

シングル
- 「いきなりサンシャシン/メロディ/グァテマラのインディオ」EP（1987）
- 「気をつけろ/まいた種」EP（1988）
- 「瞬間移動できたら/Talk To Me Baby」EP/シングルCD（1989）
- 「谷間のうた-素敵な泉/フラフラ」EP/シングルCD（1989） ※忌野清志郎との共演作
- 「いいユメみてね/風にとけて」シングルCD（1990）

ビデオ、DVD
- 「LOVE GUERILLA」VHS/DVD（1988） ※1988年インクスティック芝浦ファクトリーでのライブを収録、2014年にDVD化（1989年のライブ音源を5曲収録したCD付）
- 「TEARDROPS Special Edition」DVD（2009） ※1988年 - 1990年のライブ、セッションなどの模様を収録

### リゾート(山口冨士夫&加部正義)
アルバム
- 「live 1976」2CD（2017） ※1976年渋谷パレス座、新宿ロフトでのライブを2枚組に収録

### 山口冨士夫＆鮎川誠with チコヒゲ,青木真一,中嶋一徳
アルバム
- 「1986 SESSION」2CD（2018） ※1986年のライブとリハーサルを2枚組に収録

## 書籍
- 山口冨士夫「SO WHAT」 ※月刊『宝島』1989年5～10月号連載「がんじがらめ」の単行本化、1990年にJICC出版局より刊行、2008年にK&Bパブリッシャーズより改訂新装版で再発
- 「山口冨士夫: 天国のひまつぶし」松村正人編 ※小説家、批評家、関係者たちによるトリビュートブック、2013年河出書房新社刊
- 「Sing Your Own Story 山口冨士夫写真集」名越啓介撮影 ※生前最後となったスタジオ・レコーディング曲(未発表)を収録したCD付、2014年LOFT BOOKS刊